# Martin Gabel
Pour les articles homonymes, voir Gabel.
Martin Gabel, né le 19 juin 1912 à Philadelphie (Pennsylvanie) et mort le 22 mai 1986 à New York, est un acteur, réalisateur et producteur de cinéma américain.

## Filmographie

### Comme acteur

#### Au cinéma
- 1951 : 14 Heures (Fourteen Hours) de Henry Hathaway : Dr. Strauss
- 1951 : M de Joseph Losey : Charlie Marshall, un patron du crime
- 1952 : Bas les masques (Deadline - U.S.A.) de Richard Brooks : Thomas Rienzi
- 1952 : The Thief : Mr. Bleek
- 1957 : Contrebande au Caire (Tip on a Dead Jockey), de Richard Thorpe : Bert Smith
- 1961 : The Crimebusters (en) de Boris Sagal : George Vincent
- 1964 : Pas de printemps pour Marnie (Marnie) d'Alfred Hitchcock : Sidney Strutt
- 1964 : Au revoir, Charlie (Goodbye Charlie) de Vincente Minnelli : Morton Craft
- 1966 : Lord Love a Duck : T. Harrison Belmont
- 1967 : Divorce à l'américaine (Divorce American Style) de Bud Yorkin : Dr. Zenwinn
- 1968 : La Femme en ciment (Lady in Cement) de Gordon Douglas : Al Munger
- 1970 : Le Reptile (There Was a Crooked Man...) de Joseph L. Mankiewicz : Warden LeGoff
- 1974 : Spéciale Première (The Front Page) de Billy Wilder : Dr. Max J. Eggelhofer
- 1980 : De plein fouet (The First Deadly Sin) de Brian G. Hutton : Christopher Langley

#### À la télévision
- 1961 : The Power and the Glory : le patron de la police
- 1972 : Harvey : Juge Omar Gaffney
- 1974 : Smile, Jenny, You're Dead : Meade De Ruyter
- 1977 : Contract on Cherry Street : Baruch Waldman, dit "Bob"

### Comme réalisateur
- 1947 : Moments perdus (The Lost Moment), d'après Henry James

### Comme producteur
- 1947 : Une vie perdue (Smash-Up: The Story of a Woman) de Stuart Heisler